# Mokane
Mokane är en ort i Callaway County i Missouri. Vid 2010 års folkräkning hade Mokane 185 invånare.